# Corbula striatissima
Corbula striatissima is een tweekleppigensoort uit de familie van de Corbulidae. De wetenschappelijke naam van de soort is voor het eerst geldig gepubliceerd in 1941 door Lamy.